# Chumbe
Chumbe ist eine in privatem Besitz befindliche Insel vor Sansibar, die vor allem für ihre ökologische Wirtschaft und Korallenriffe bekannt ist. Das nur 0,25 km² große Eiland liegt etwa sieben Kilometer von Unguja entfernt. Die Insel war militärisches Sperrgebiet, so konnte sich ihre ursprüngliche Fauna und Flora erhalten.
1994 wurde die Insel und das umgebende Korallenriff zum Nationalpark erklärt und wird seitdem von Chumbe Island Coral Park, Ltd. (CHICOP) verwaltet. Diese Non-Profit-Organisation fördert die Meeresforschung und einen begrenzten Ökotourismus auf Chumbe. Die CHICOP konnte im Jahr 2000 einen Global 500 Award für ihr vorbildliches, nachhaltiges Parkmanagement gewinnen.
Im Riff vor Chumbe finden sich über 200 verschiedene Steinkorallenarten.